# 张利 (1976年)
张利（1976年3月—），男，河南南阳人，中华人民共和国政治人物。在职工学博士，曾任石嘴山市市长、中共中卫市委书记。现任西藏自治区人民政府副主席。

## 生平
1997年1月加入中国共产党。2000年4月参加工作。曾任武汉市市城乡建设委员会副主任，中共武汉市江夏区委常委、区政府副区长等职。2016年任武汉市江夏区人民政府区长。2020年1月，任宁夏石嘴山市长。2021年12月，任中共中卫市委书记。
2024年7月，调离宁夏，赴西藏自治区任职，任西藏自治区人民政府副主席。